# Городовий отаман
Городовий отаман — голова городового козацького самоврядування другої половини 17–18 століть, який, на відміну від сотників і отаманів, виконував лише адміністративні функції. У джерелах вперше згадується в 1630-х роках як глава станового козацького самоуправління у південних волостях Київщини — місцях базування городових козаків. Під час і після Хмельниччини повноваження городових отаманів значно розширилися, їх повноваження почали поширюватися й на некозацьку частину суспільства. Особливо значний вплив вони мали в містах, що не володіли магдебурзьким правом, міщани цих міст на чолі з війтом підпорядковувалися городовому отаману у всіх цивільних справах, особливо в сфері судочинства. Як правило, городові отамани в цивільних справах мали владу і над козацькими сотниками. Городові отамани гетьманських резиденцій чи великих полкових міст були досить впливовими у козацькому середовищі Гетьманщини старшинами.